# Banana Brava
Banana Brava (ISBN 8506024927) foi o primeiro romance, escrito por José Mauro de Vasconcelos e publicado em 1942. 

## Enredo
O livro possui um enredo regional, a história retrata o embrutecido trabalhador dos garimpos dos sertões da região Centro-Oeste do Brasil, mais especificamente do estado de Goiás.

## Recepção
Apesar de artigos da época serem favoráveis, ou seja, as críticas do livro eram positivas, o sucesso do mesmo não ocorreu. Dentre as críticas, destaca-se a feita pelo antropólogo Luís da Câmara Cascudo, segue sua análise:
Esse livro, desocupado leitor, como dizia Cervantes, retrata, sem requintes, séries de homens e mulheres. Poder-se-ia avisar: qualquer semelhança com entidades vivas é mera coincidência. Mas não se diz. Não são coincidências. São elas mesmas, as entidades, as figuras, as fisionomias encontradas e trazidas para aqui. Apenas os nomes foram mudados num rebatismo convencional e lógico.
Todos os valores estão nesse volume. Valores puros, informes, uns, sujos de terra outros. Mas são valores autênticos, apurados numa breve mas heroica existência de bandeirante sem chefe e de caminhador sem destino cinematográfico. A única e natural maneira de aperfeiçoá-los é confiar no Vasconcelos. Deixem-no viver. Uma grande contribuição do Brasil mental será o seu nome, agora anônimo vencedor das estradas e sertões goianos. Não veremos um romancista por indução mas por experiência. Pelo sentido divulgativo de heroico, a expressão moderna da Epopeia, que, como agudamente notava o sr. Renato Almeida, só pode ser fixada pelo Romance.
Voltando do Oeste, Vasconcelos trazia apenas suas notas num livrinho de vinte centavos, o esquema de um bailado, os personagens pintados, com remédios por não ter tinta, e, no pulso, a marca branca e circular dos Carajás, o sinal dos Homens, honra de sua filiação à tribo que o hospedou.
Dos seus meses na Terra dos Homens sem Piedade, nas Terras Ensanguentadas, nos Garimpos onde viceja e jamais frutifica a Banana Brava, veio esse romance, rude, claro, luminoso de verdade natural, de grandeza humana e fabulosa. É a voz que conta a viagem estranha ao Mundo onde ainda vivem os Cavaleiros da Távola Redonda, com um programa sinistro de guerra, morte, abnegação e silêncio. Mundo limitado pelos grandes rios, pelas barreiras altas, pela floresta misteriosa, povoada de sonoridades apavorantes, inexplicadas e envolventes.